# آن دنهل
آن دنهل (بالإنجليزية: Anne Dunhill)‏ (12 ديسمبر 1946)؛ كاتِبة وروائية بريطانية.